# 阿三
阿三（あさん）は、中国上海の旧共同租界地域で、中国人がシク教徒のインド人警察官に対して使った俗称。

## 概要

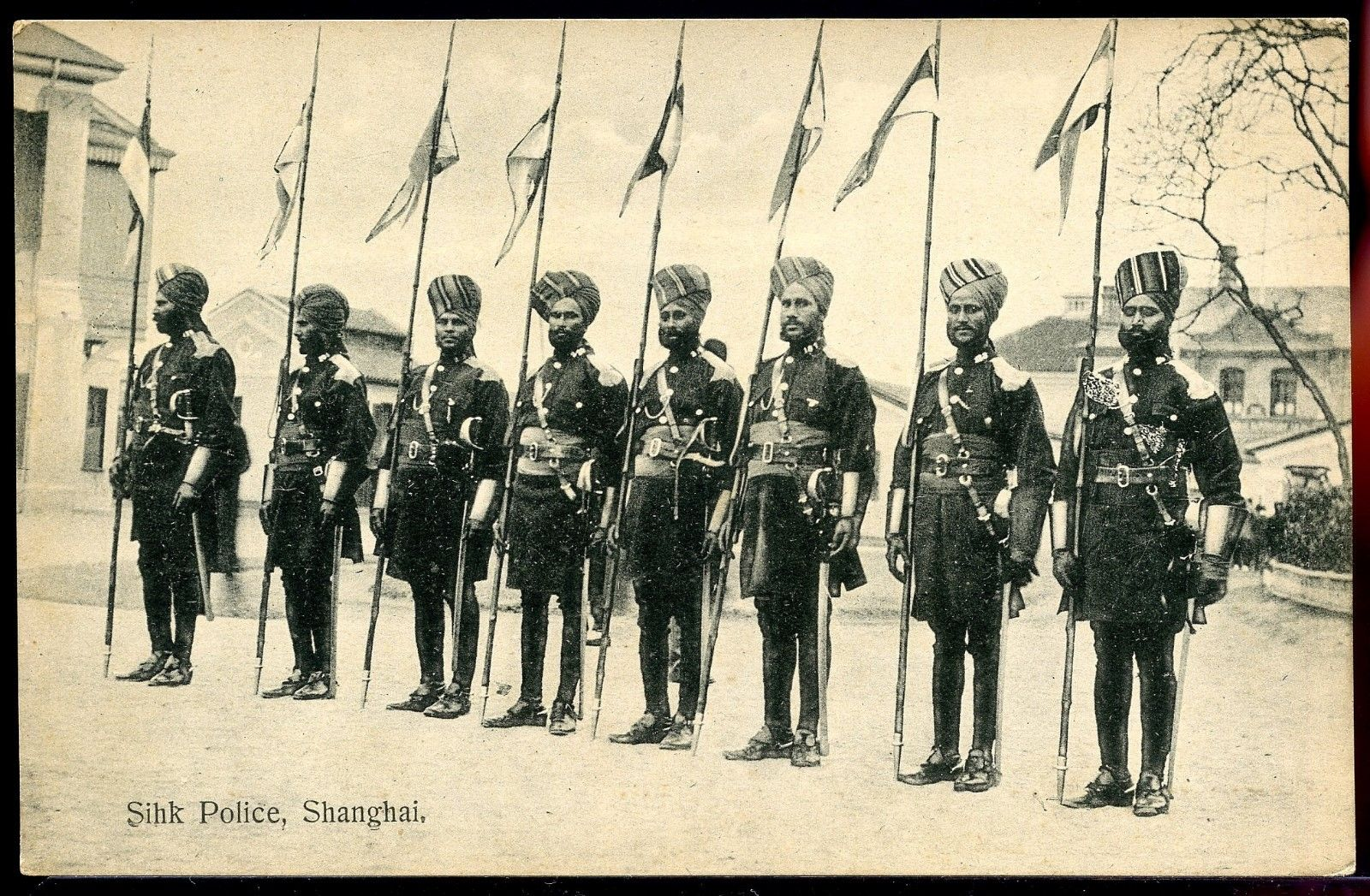
上海租界のシク教徒警察官。1910年頃。

阿三は紅頭阿三（赤い頭のアサン）ともいう。当時上海の租界地域の治安を確保するため、欧米各国はインド人を警察官として雇用した。巡査はシク教徒でもあったので識別のために頭に赤いターバンを巻いていた。
中国人は、巡査たちが上司などとの応答でよく英語の「a sir」（中国人にはアサンに聞こえた。また「阿」には日本語の敬称「～ちゃん」という意味もある）を使っていたので「紅頭阿三」・「阿三」と呼ぶようになった。
現在でも一部の中国人がインド人を指すときにこの言葉を使う。また同様にインド人警察官が多かった香港では、インド人を指して「阿差（アチャー、差は広東語で差人＝警官の意）」と呼ぶ言葉があるが、今日では蔑称とされている。